# Harcourt (Nuevo Brunswick)
Harcourt es una parroquia canadiense situada en la provincia de Nuevo Brunswick.

## Superficie
Harcourt tiene una superficie de 1169,2 km².

## Demografía
En 2021, tenía 346 habitantes, una densidad poblacional de 0,3 hab./km², y 237 viviendas.